# Кефалевидні
Кефалевидні (Mugiloidei) — підряд риб ряду окунепобідних (Perciformes). Раніше розглядався як окремих ряд кефалеподібних Mugiliformes. Включає одну родину кефалевих (Mugilidae). Відомі з еоцену. Для представників ряду характерні два спинних плавця, вони короткі та розділені значним проміжком. Луска циклоїдна або ктеноїдна, вкриває не тільки тіло але і голову. Ікра дрібна пелагічна. Зустрічаються у тропічних та помірно теплих морях, в Україні — у Чорному та Азовському морях. Кефалеподібні — детритофаги.
Представники підряду є цінними промисловими видами, оскільки ведуть зграйний спосіб життя, мають досить великі розміри, а їх м'ясо має гарні смакові якості.